# أنزيم TEV بروتياز
أنزيم ال TEV بروتياز و ههو أنزيم عالي الخصوصية، وهو سيستئين بروتياز حيث لا يقطع هذا الأنزيم إلا عندما يتعرف على تسلسل معين من الحموض الامينية و هو من اليسار إلى اليمين Glu-Asn-Leu-Tyr-Phe-Gln-Gly/Ser)، فعند وجود هذا التسلسل يقوم الأنزيم بقطع الرابطة بين الغلوتامين والسيرين ( Gln/Ser) أو بين الغلوتامين و الغلايسين ( Gln/Gly). و قد سمي الأنزيم بهذا الاسم لانه تم عزله من فيروس توباكو اتش ( Tobacco Etch Virus ). و يتمتع هذا الانزيم بخصوصية وفعالية عاليتين. ويتم استخدامه بشكل كبير في نزع المرتبطات ذات الألفة من البروتين الذي يراد تنقيته. ينتمي هذا اللأنزيم إلى عائلة س4 بروتياز ( C4 Protease) .